# Happy Together
| Оценки критиков | Оценки критиков |
| Источник        | Оценка          |
| --------------- | --------------- |
| Allmusic        | [ 1 ]           |

Happy Together — третий студийный альбом американской поп-рок-группы The Turtles, выпущенный в 1967 году на лейбле White Whale Records. Диск достиг 25 места в чарте Billboard Hot 100. Отдельно вышедший сингл из этого альбома «Happy Together» достиг 12 места в британском чарте UK Singles Chart.

## Список композиций

### Сторона 1
1. «Makin' My Mind Up» (Джек Далтон, Гари Монтгомери) — 2:16
2. «Guide for the Married Man[англ.]» (Джон Уильямс, Лесли Брикасс) — 2:44
3. «Think I’ll Run Away» (Говард Кейлан, Марк Вольман[англ.]) — 2:31
4. «The Walking Song» (Кейлан, Эл Никол) — 2:44
5. «Me About You» (Гари Боннер, Алан Гордон) — 2:32
6. «Happy Together[англ.]» (Bonner, Gordon) — 2:56

### Сторона 2
1. «She’d Rather Be with Me» (Боннер, Гордон) — 2:21
2. «Too Young to Be One» (Эрик Эйснер) — 2:00
3. «Person Without a Care» (Никол) — 2:25
4. «Like the Seasons» (Уоррен Зивон) — 1:56
5. «Rugs of Woods and Flowers» (Кейлан, Никол) — 3:05

Бонус-треки на CD-переиздании лейбла Sundazed:
1. «She’s My Girl» (Боннер, Гордон) — 2:37
2. «You Know What I Mean» (Боннер, Гордон) — 2:02
3. «Is It Any Wonder» (Кейлан) — 2:32

Бонус-треки на CD-переиздании лейбла Repertoire Records:
1. «So Goes Love» (из сборника Golden Hits[англ.]) — 2:36
2. «Grim Reaper of Love» (Portz/Nichol) (single A-side) — 2:43
3. «Outside Chance» (Zevon) (single A-side) — 2:08
4. «We’ll Meet Again» (Burnett/Griffin) (single mix B-side) — 2:08
5. «Can I Get to Know You Better» (Barri/Sloan) (single A-side) — 2:38
6. «You Know What I Mean» (Bonner/Gordon) — 1:59
7. «Happy Together» (Bonner/Gordon) (mono single mix) — 2:50
8. «She’d Rather Be with Me» (Bonner/Gordon) (mono single mix) — 2:17
9. «You Know What I Mean» (Bonner/Gordon) (mono single mix) — 1:59

## Участники записи
- Марк Вольман — вокал
- Ховард Кейлан — вокал, клавишные, духовые инструменты
- Эл Никол — гитара
- Джим Такер — гитара
- Чип Дуглас — бас-гитара
- Джон Барбата — ударные